# Incidente de Fachoda

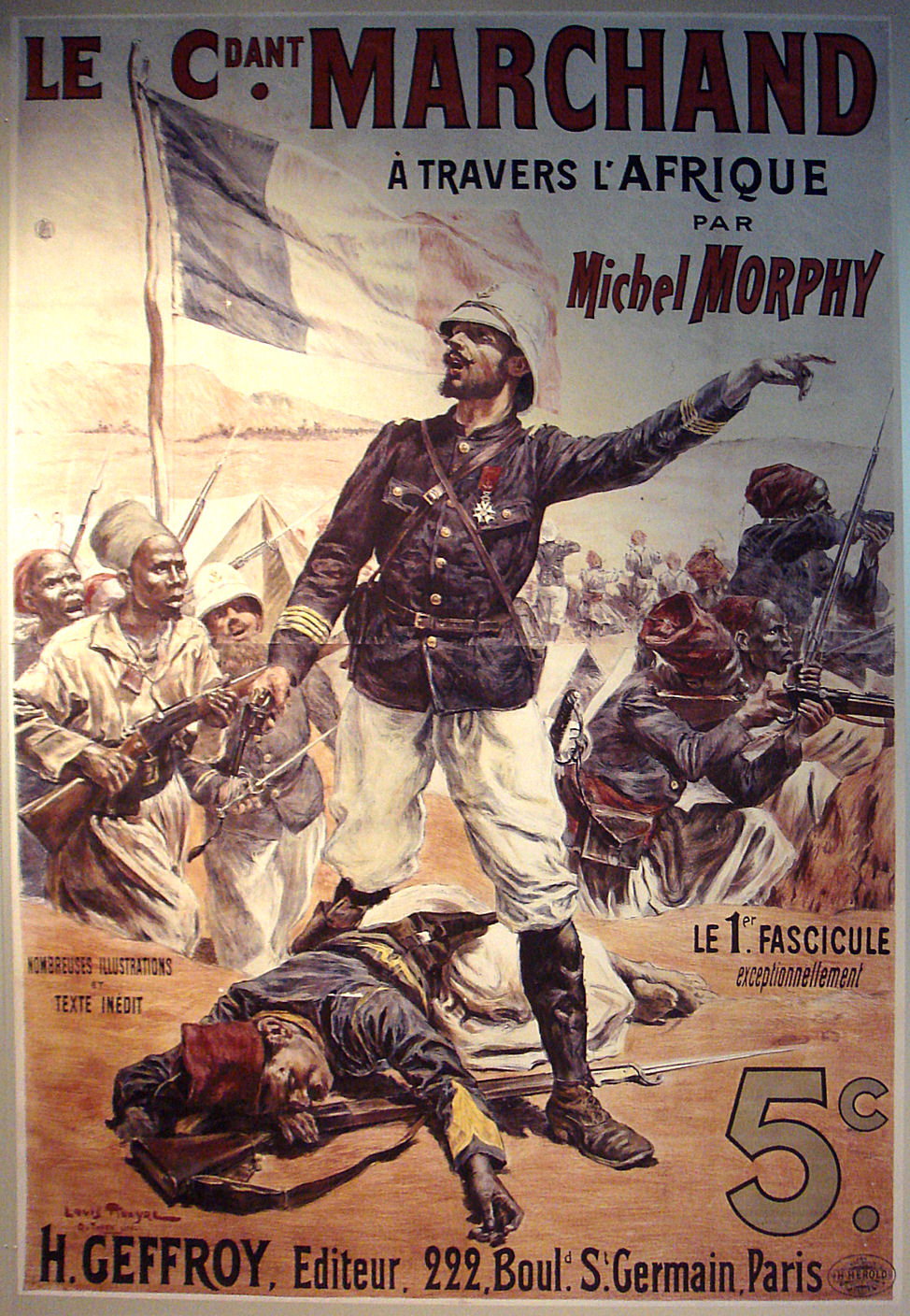
Ilustração da época que mostra o Major Marchand a liderar os seus homens em África.

Incidente de Fachoda ou Crise de Fachoda foi um episódio ocorrido entre 1898 e 1899, quando França e Reino Unido decidiram construir ferrovias para conectar suas colônias africanas. O cenário do confronto foi Fachoda, hoje no Sudão do Sul, cidade situada na interseção das linhas.

Mapa da África Oriental e Central durante o Incidente de Fachoda.

Uma expedição militar francesa foi enviada a Fachoda antes que a força expedicionária britânica, originária do Egito, chegasse à cidade. Porém os franceses tiveram que se retirar da cidade por conta de sua inferioridade militar. Embora o exército francês continental fosse considerado maior e mais poderoso que o britânico, nada poderia fazer no contexto africano sem o devido apoio naval, sendo que a Grã-Bretanha possuía a mais poderosa marítima da época. Alguns historiadores consideram que este incidente e o aumento da influência da Alemanha na região foram os precursores do acordo chamado Entente cordiale (1904), na qual a França reconhecia o domínio britânico no Egito e, em troca, recebia o domínio sobre o Marrocos e um condomínio anglo-egípcio no Sudão.